# Jürgen Fleischer
Jürgen Fleischer (* 26. April 1926 in Dresden; † 2. Dezember 2004 in Dresden) war ein deutscher Hämatologe und Onkologe.

## Leben
Fleischer absolvierte in Dresden 1944 das Flakhelfer-Abitur. Danach begann er ein Medizinstudium an der Technischen Hochschule in Dresden, wurde allerdings im September desselben Jahres als Soldat eingezogen und kam 1945 in amerikanische Kriegsgefangenschaft. Nach seiner Entlassung kehrte er nach Deutschland zurück, wiederholte 1947 das Abitur. Er studierte bis 1954 Medizin an der Karl-Marx-Universität in Leipzig, wo er mit der Dissertation Sputumcytologie unter besonderer Berücksichtigung der Tumorzellen promovierte. Von 1955 bis 1956 war er Arzt an der Poliklinik Dresden-Strehlen.
Er war verheiratet und hatte zwei Kinder.

## Wirken
Seine Facharztausbildung erwarb er 1961 an der Medizinischen Akademie Carl Gustav Carus in Dresden. Er habilitierte 1967 zum Thema Zytochemische Leukozytenuntersuchungen bei der Leberzirrhose des Menschen und der chronischen Leberintoxikation des Kaninchens mit Beziehung zur Milzextirpation und RHS-Blockierung und wurde Oberarzt. Am 1. Februar 1968 wurde er zum Hochschuldozenten für Innere Medizin ernannt. Am 1. September 1977 wurde zum außerplanmäßigen Professor berufen. Von 1977 (oder 1980) bis zu seiner Pensionierung 1991 war er Leiter der Abteilung Hämatologie und Onkologie des Universitätsklinikums Carl Gustav Carus Dresden.
Fleischer war maßgeblich am Aufbau eines Leukämiezentrums mit dem Schwerpunkt Leukämie- und Lymphom-Behandlung in Dresden beteiligt, verbunden mit der Ausrichtung eines hämatologischen Speziallabors auf ein zytochemisches Referenzlabor für ganz Ostdeutschland. Von 1968 bis 1990 leitete er die ostdeutsche Arbeitsgemeinschaft Hämoblastosen. Er leitete seit 1977 eine Leukämie-Arbeitsgruppe in der Gesellschaft für Hämatologie und Bluttransfusion der DDR. Von 1985 bis 1990 leitete er die Sektion Hämatologie der eben genannten Gesellschaft. Von 1985 bis 1989 leitete er die Kommission Wissenschaftlicher Nachwuchs an der Medizinischen Akademie Dresden. Er organisierte und leitete internationale “Leukämie-Kongresse”, wie z. B. den Kongress von 1989 in Dresden im Namen der International Society of Hematology.
Der SED trat Fleischer 1973 bei. Er unterwies als Kommandeur der Zivilverteidigung die Medizinstudierenden. Seit 1975 war er in den Akten des Staatssicherheitsdienstes als Inoffizieller Mitarbeiter geführt. Er stattete über 15 Jahre bis Oktober 1989 kontinuierlich und ausführlich Bericht und pflegte seine Beziehungen zum Stasi-Netzwerk, so erhielt er 1984 die Medaille für treue Dienste durch Erich Mielke. Er erhielt dennoch nie den ordentlichen Professor. Umstritten waren auch seine Bemühungen nach der Wende seine Reputation aufzubessern, z. B. durch den Kauf von Titeln wie Medal of outstanding scientist of the 20th Century oder Medal of Honour 2000 Millenium.

## Veröffentlichungen (Auswahl)
- Sputumcytologie. Hochschulschrift Leipzig, Med. F., Leipzig 1953.[3]
- Bluterkrankungen. Fischer, Jena 1982, S. 256.[1]

## Ehrungen
- 1974: Medizinalrat[2]
- 1984: Medaille für treue Dienste der DDR[1]
- 1985: Ehrenmitglied der Deutschen Gesellschaft für Hämatologie und Medizinische Onkologie[4] bzw. der Gesellschaft für Hämatologie und Bluttransfusion der DDR
- 1986: Ehrenmitglied der Ungarischen Gesellschaft für Hämatologie
- 1990: Schilling-Plakette der Gesellschaft für Hämatologie und Bluttransfusion der DDR
- 1991: Ehrenmitglied der Polnischen Gesellschaft für Hämatologie und Bluttransfusion
- 1992: Medaille der Universität Bologna
- 2000: Medal of Outstanding scientist of the 20th century des International Biographical Centre in Cambridge
- 2000: Golden Medal of Honour
- 2000: Millenium des American Biographical Institute in Raleigh (North Carolin)[2]